# La unión hace la fuerza
La unión hace la fuerza va ser un concurs de televisió, emès per TVE entre 1964 i 1966, amb direcció de Gustavo Pérez Puig i presentat per Alberto Oliveras Mestre.
Inspirat en el programa francès La tête et les jambes i en l'italià Campanile sera, dos concursants, representants d'una província espanyola, formaven equip i entraven en competició amb la resta, de manera que primer es realitzava una prova intel·lectual a un d'ells i, si fallava, l'altre havia de superar una prova física.
La final va ser guanyada pels representants de la província de Saragossa que es van imposar a l'equip de La Corunya.